# Овчаров, Степан Семёнович
Степан Семёнович Овчаро́в (1909, Новоконстантиновка, Уфимская губерния — 14 октября 1943, Верхнеднепровский район, Днепропетровская область) — командир орудия 4-й батареи 197-го гвардейского артиллерийского полка (92-я гвардейская стрелковая дивизия, 37-я армия, Степной фронт), гвардии сержант, Герой Советского Союза (1944).

## Биография
Родился в 1909 году в селе Новоконстантиновка ныне Альшеевского района Башкирии. Украинец. Окончил курсы счетоводов.
В сентябре 1941 года был призван в Красную Армию Токмакским райвоенкоматом (Киргизия). В действующей армии с 1942 года. Командир орудия 4-й батареи 197-го гвардейского артиллерийского полка (92-я гвардейская стрелковая дивизия, 37-я армия, Степной фронт) Степан Овчаров воевал на Воронежском фронте с 26 ноября 1942 года по 19 июля 1943 года. Получил ранение.
Из наградного листа:

«Гвардии сержант С. С. Овчаров со своим орудием 8 октября 1943 г., сопровождая стрелковые подразделения, форсировал р. Днепр. Огнём поддерживал наступление пехоты. Расчёт С. С. Овчарова уничтожил до двух рот пехоты противника, три орудия с расчётами, одно пулемётное гнездо и два дзота.
14 октября 1943 г. С. С. Овчаров вёл упорные бои с превосходящими силами противника, отбивая танковую атаку, подбил танк „тигр“. Расчёт орудия был выведен из строя, С. С. Овчаров остался один, вёл огонь из орудия прямой наводкой и подбил ещё два танка „тигр“. Был окружён фашистами и погиб, отбиваясь до последнего снаряда».

Погиб в бою 14 октября 1943 года. Похоронен в с. Калужино Верхнеднепровского района Днепропетровской области.
Указом Президиума Верховного Совета СССР «О присвоении звания Героя Советского Союза генералам, офицерскому, сержантскому и рядовому составу Красной Армии» от 22 февраля 1944 года за «образцовое выполнение боевых заданий командования при форсировании реки Днепр, развитие боевых успехов на правом берегу реки и проявленные при этом отвагу и геройство» удостоен посмертно звания Героя Советского Союза.

## Память
- В селе Днепровокаменка Днепропетровской области С. С. Овчарову установлен памятник.
- В городе Токмак Киргизской ССР одна из улиц носит имя Героя.

## Награды
- Медаль «Золотая Звезда» Героя Советского Союза (19.01.1944)[2][5];
- орден Ленина (19.01.1944).